# Alejandro Aguilera González
Alejandro Aguilera González (Holguín, Cuba, 3 de mayo de 1964), pintor cubano.
Ha residido y trabajado en La Habana, Monterrey y Atlanta, Georgia.

## El artista
En 1983 se graduó en la Escuela Provincial de Arte de Holguín, Cuba. Desde 1983 a 1988 cursó estudios en el Instituto Superior de Arte (ISA) de La Habana y en 1990 en el Massachusetts College of Art, Boston, Massachusetts, EE. UU.
En 1989 fue Co curador. Proyecto Castillo de la Fuerza presentado por Alejandro Aguilera, Alexis Somoza, Félix Suazo, conjuntamente con el Consejo Nacional de las Artes Plásticas, La Habana, Cuba.
Estudios
1975-1983 Graduado de escultura, Escuela Profesional de Artes Plásticas, Holguín.
1983- 1988 Graduado de escultura, Instituto Superior de Arte (ISA), La Habana.
1990 Massachusetts College of Art, Boston, Massachusetts, Estados Unidos.

## Exposiciones personales
En 1986 muestra "De lo real irreal a lo irreal real". Alejandro Aguilera/Carlos Rodríguez Cárdenas. Galería L, La Habana. En 1992 "Los buenos y los malos".Galería Ramis Barquet, Monterrey, Nuevo León, México. En 1995 "La Colonia". Alejandro Aguilera, Galería Manolo Rivero, Mérida, Yucatán y en el 2000 Ornamentos. Alpha International Galleries, Miami, Florida, EE. UU.

## Exposiciones colectivas
En 1985 participa en el Salón de la Ciudad’85. Centro Provincial de Artes Plásticas y Diseño, La Habana, Cuba. En 1986 forma parte de la exposición "10 Años del ISA". Museo Nacional de Bellas Artes, La Habana, Cuba. En 1989 se presenta en "Tributo" (colateral a la Tercera Bienal de La Habana) en el Centro de Arte de Alamar, Habana del Este, La Habana y en la Tercera Bienal de La Habana, Museo Nacional de Bellas Artes de La Habana, Cuba.

## Premios
1989 Mención, II Salón Nacional de Pequeño Formato, Las Tunas, septiembre.

## Obras en colección
Sus principales colecciones se encuentran expuestas en el Centro de Desarrollo de las Artes Visuales(C.D.A.V), La Habana, Cuba. En la Ludwig Forum für Internationale Kunst, Aquisgrán, Alemania. En el Museo de Arte Contemporáneo (MARCO), Monterrey, Nuevo León, México. En el Museo Nacional de Bellas Artes, La Habana, Cuba.

## Obras escultóricas
- Procesión. Terracota y bronce, 60 x 70 x 70 cm, 1985
- En el mar de América. Madera ensamblada, medidas variables, 1989.

- Datos: Q5664748